# Daimabad
Daimabad is een archeologische vindplaats uit de kopertijd in de Pravara-vallei in Maharashtra. De bewoning wordt onderverdeeld in vijf fases:
- Savaldacultuur voor 2300/2200 v.Chr.
- laat-Harappa tussen 2300/2200 en circa 1800 v.Chr.
- een breuk van zo'n halve eeuw
- Daimabadcultuur tussen 1800 en 1600 v.Chr.
- Malwacultuur van 1600 tot 1400 v.Chr.
- Jorwecultuur tussen 1400 en 1000 v.Chr.

Er zijn meerdere opgravingen geweest, in 1958-59 onder Madhusudan Narhar Deshpande, 1974-75 onder Shikaripura Ranganatha Rao en in 1975–76 en 1978-78 onder S.A. Sali. Het bleek de grootste nederzetting van Maharashtra uit de kopertijd.

## Savaldacultuur
De Savaldacultuur begon ergens in het derde millenmium v.Chr. en kenmerkte zich met chocoladekleurig aardewerk. De beschilderingen bestaan niet alleen uit geometrische motieven, maar ook uit wapens en werktuigen. Uit periode I werd in Daimabad tarwe, gerst, erwten, linzen, gierst en mungbonen gevonden. Enkele van de lemen huizen waren relatief groot met meerdere kamers.

## Laat-Harappa

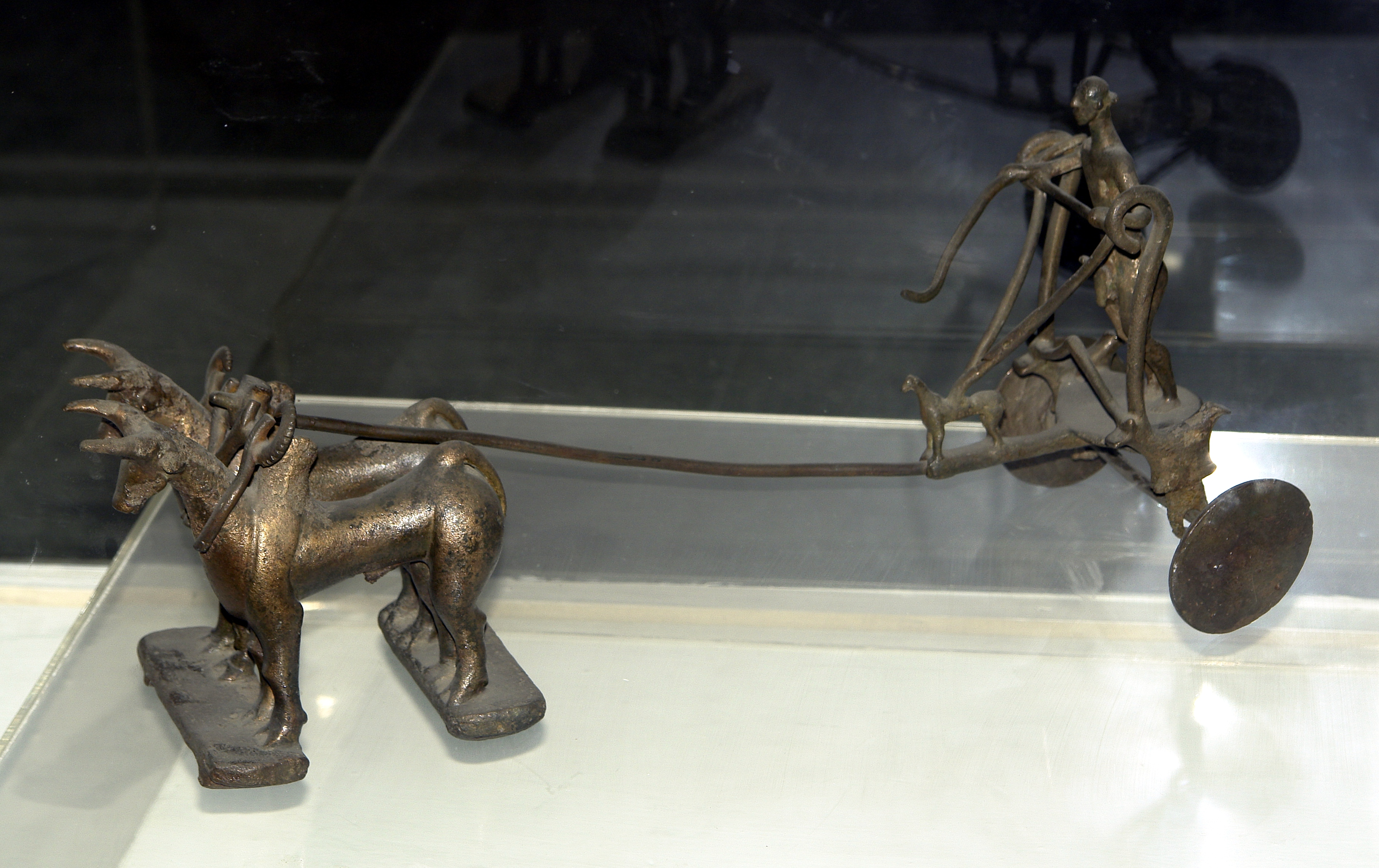
De Daimabadman met hondje op een ossenkar

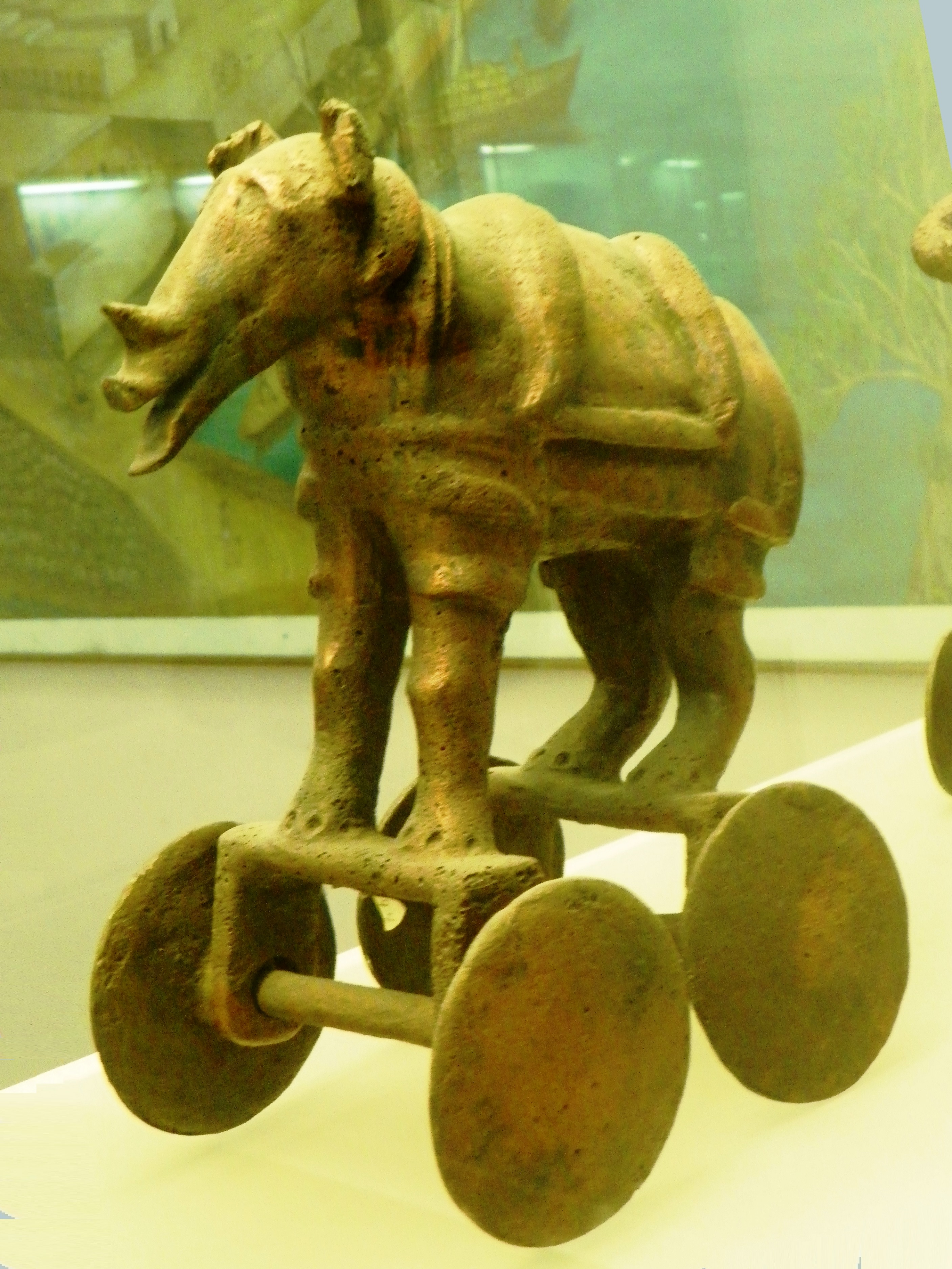
Neushoorn op wielen

Daimabad is de meest zuidelijke site van de Indusbeschaving. Dit was tijdens laat-Harappa toen de steden van het kerngebied rond de Indus verlaten werden en er een trek naar het oosten en het zuiden was. De site was toen zo'n 20 hectare groot en het grootste huis was zo'n zes bij zes meter groot. Het aardewerk van deze periode was fijn roodbakkend met beschilderingen in het zwart, gebruineerd grijs en wat bichroom of tweekleurig aardewerk. Vier potscherven hadden inscripties van het Indusschrift en er zijn ook zegels gevonden. Koperslak suggereert dat er lokaal koper werd bewerkt. Naast de eerdere gewassen werd in deze periode ook Macrotyloma uniflorum (horse gram) aangetroffen.
De meest opmerkelijke vondst uit deze periode is die van vier bronzen beeldjes van bij elkaar 60 kg, uniek in deze vorm. Deze vondst was niet tijdens de opgravingen, maar in 1974 door de lokale boer Chhabu Laxman Bhil. Het eerste beeldje is de Daimabad-man, een bronzen beeldje van een man met een hondje op een ossenkar. De tweede is een waterbuffel, de derde een olifant en de vierde een neushoorn, alle op wielen, al missen die bij de olifant.

## Daimabadcultuur
Na een breuk van een halve eeuw volgde periode III met zwart-op-vaalgeel aardewerk. De hyacintboon was een nieuw gewas in deze periode. Drie soorten begrafenissen zijn in deze periode aangetroffen, kuilbegravingen, urnen na crematie en symbolische begrafenissen.

## Malwacultuur
Daimabad had in periode IV zo'n 3000 tot 4000 inwoners en had een apsidaal gebouw, mogelijk een tempel. Verschillen in grootte van huizen en begraafplaatsen zijn een indicatie van sociale ongelijkheid. Vuuraltaren zijn mogelijk een aanwijzing voor religieus gebruik. Gevonden gewassen zijn gerst, tarwe, vingergierst, linzen, peulvruchten en Indiase jujube.

## Jorwecultuur
Daimabad groeide in periode V uit tot 30 hectare en had ook een lemen weermuur. Opmerkelijk is dat de begraafplaatsen tijdens deze periode vrijwel allemaal jonge kinderen bevatten. Naast de eerdere gewassen, werd hier ook kodogierst, trosgierst en kafferkoren aangetroffen.